# Michael Strunge
Michael Strunge Jensen, noto anche con lo pseudonimo di Simon Lack (Rødovre, 19 giugno 1958 – Copenaghen, 9 marzo 1986), è stato un poeta danese.
Considerato come il poeta postmoderno danese più influente e il più studiato, ha scritto 12 raccolte di poesie dal debutto nel 1978 alla morte prematura nel 1986.
Affetto da disturbo bipolare si suicidò il 9 marzo 1986 lanciandosi dal 4º piano un palazzo,
morendo all’età di 27 anni.